# Солоненька (притока Солоної)

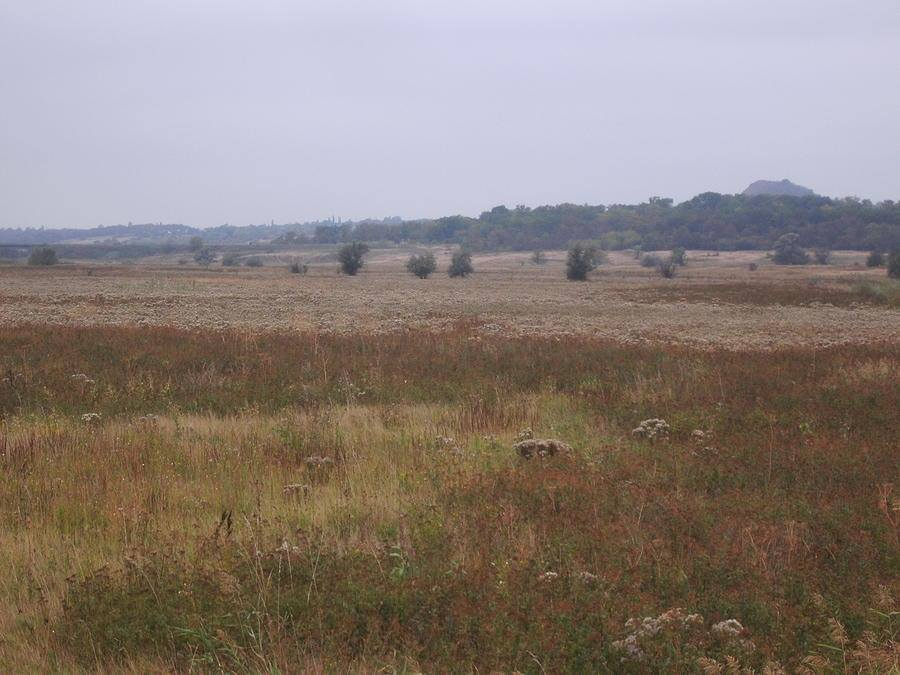
Долина річки Солоненька (Солоний) в районі села Зелене Покровського району Донецької області, вид в напрямі залізниці Рутченкове — Покровськ і шахти ім. Шевченка

Солоне́нька — річка в Покровському районі Донецької області, права притока р. Солона (басейн Дніпра).
За картографічними джерелами також означена як Солоний.

## Опис
Довжина річки 17 км, похил річки — 3,3 м/км. Формується з декількох безіменних струмків та водойм. Площа басейну 105 км².

## Розташування
Солоний бере початок на південний захід від міста Новогродівка. Спочатку тече на північний захід, а потім на південний захід. На північно-західній околиці села Новопустинка впадає до річки Солона, правої притоки Вовчої.
Населені пункти вздовж берегової смуги: Лисівка, Даченське, Зелене, Відродження, с-ще Шевченко.
В селі Даченське річку перетинає автомобільна дорога М04.